# Muayad Al-Haddad
Muayad Rehayyem Gamal Al-Haddad (1960. január 1. –) kuvaiti Kuvaiti labdarúgó-válogatott labdarúgócsatár.
A kuvaiti válogatott tagjaként részt vett az 1980-as moszkvai olimpián és az 1982-es spanyolországi világbajnokságon.